# Emile Zolas liv
Emile Zolas liv (engelsk originaltitel: The Life of Emile Zola) är en amerikansk biografisk dramafilm från 1937 om den franske 1800-talsförfattaren Émile Zola, i regi av William Dieterle. Titelrollen spelas av Paul Muni.
Filmen tilldelades bland annat en Oscar för bästa film vid Oscarsgalan 1938.

## Rollista i urval
- Paul Muni – Émile Zola
- Gloria Holden – Alexandrine Zola
- Gale Sondergaard – Lucie Dreyfus
- Joseph Schildkraut – kapten Alfred Dreyfus
- Donald Crisp – Maitre Labori
- Erin O'Brien-Moore – Nana
- John Litel – Charpentier
- Henry O'Neill – överste Picquart
- Morris Carnovsky – Anatole France
- Louis Calhern – major Dort
- Ralph Morgan – general Pellieux, Paris kommendant
- Robert Barrat – major Walsin-Esterhazy
- Vladimir Sokoloff – Paul Cézanne
- Grant Mitchell – Georges Clemenceau